# Habrocestum formosum
Habrocestum formosum Wesołowska, 2000 è un ragno appartenente alla famiglia Salticidae.
La sua scoperta è avvenuta nell'area centro meridionale dello Zimbabwe nel 2000 durante una spedizione dell'aracnologa polacca Wanda Wesołowska.